# EHC Kloten
EHC Kloten är ett ishockeylag från Kloten, Schweiz. Laget grundades 1934 och spelar sina matcher i Stimo Arena i Kloten. Mellan år 2000 och 2016 hette laget Kloten Flyers. Smeknamnet är Die Flieger. 
Anders Eldebrink var huvudtränare för laget mellan 2005 och 2012.

## Nuvarande trupp (2021/22)
Uppdaterad den 15 maj 2022.
Målvakter:
- 39 Sandro Zurkirchen
- 68 Dominic Nyffeler

Backar:
- 5 Simon Seiler
- 11 Fabian Ganz
- 14 Flurin Randegger
- 36 David Stämpfli
- 45 Jorden Gähler
- 47 Simon Kindschi
- 63 Gian Janett
- 81 Dario Bartholet
- 95 Nicholas Steiner

Forwards:
- 8 Marc Marchon
- 9 Juraj Simek
- 13 Patrick Obrist
- 16 Martin Ness
- 17 Niki Altorfer
- 19 Steve Kellenberger
- 27 Éric Faille
- 28 Robin Figren
- 62 Harrison Schreiber
- 66 Andri Spiller
- 77 Matteo Nodari
- 78 Kevin Lindemann
- 88 Dario Meyer
- 89 Alexei Dostoinov
- 91 Mattia Hinterkircher
- 98 Ramon Knellwolf